# Karlstein
Karlstein (tysk: Burg Karlstein; tjekkisk: Hrad Karlštejn, tidligere Karlův Týn) er et gotisk slot/borg i byen Karlštejn 30 km sydvest for Prag i Tjekkiet. Det blev grundlagt i 1348 af Karl 4. Historisk har slottet tjent som forsvarsborg.

## I dag
I vore dage er slottet en turistmagnet med massevis af turister, der besøger borgen og som handler i de mange souvenirboder, restauranter, antikvitetshandler etc. som ligger langs den 1 km lange, smalle gade fra parkeringspladsen og op til borgen.